# Аркадия (картина)
«Аркадия» — картина маслом на холсте американского художника Томаса Икинса, написанная в 1883 году и находящаяся в коллекции Метрополитен-музея в Нью-Йорке.

## Описание
В отличие от других работ Икинса, это не миниатюра, изображающая повседневную жизнь, а идеализированный пасторальный пейзаж. Фигуры на картине - стоящий обнаженный юноша, играющий на двух флейтах,   рядом обнаженный мальчик тоже играет лежа на флейте, тут же лежит девушка и слушает их игру (девушку можно узнать по длинным волосам, собранным на затылке).

## История создания
Когда Икинс преподавал в Пенсильванской Академии Изящных Искусств в 1890-х годах, Томас Икинс начал рисовать и фотографировать модели, одетые как древние греки или обнаженные, позирующие в классических или отдалённо классических позах. Некоторые из фотографий, которые он сделал в этот период, послужили моделями для будущих работ.
Икинс нарисовал рассматриваемую работу на ферме недалеко от Эйвондейла, принадлежащей одной из сестер. Тремя моделями были шестилетний племянник Бен Кроуэлл, будущая жена Сьюзан Макдауэлл. Этот предмет был очень любим Икинсом, настолько, что он сфотографировал себя обнаженным, играя на двойной флейте.